# Ашкіназі Мойсей Йонович
Мойсей Йонович Ашкіна́зі (5 лютого 1898, Ковель — 1968, Львів) — український радянський художник і архітектор.

## Біографія
Народився 5 лютого 1898 року в місті Ковелі (нині Волинська область, Україна). Протягом 1923—1925 років навчався у макетній майстерні театру «Березіль» у Вадима Меллера. У 1924—1937 роках викладав у Театральному інституті імені Миколи Лисенка в Києві. Одночасно навчався у Київському інженерно-будівельному інституті, який закінчив 1931 року. 1942 року закінчив Київський художній інститут. Член ВКП(б) з 1949 року. Помер у 1968 році у Львові. Похований у Львові.

## Роботи
- Розробив ескізи костюмів для акторів Йосипа Гірняка (Джиммі) та Валентини Чистякової (дочка мільярдера) у виставі Ептона Сінклера «Джиммі Хіґґінс» театру «Березіль».
- Оформив український павільйон на Всесвітній виставці преси в Кельні (1928);
- Виконав проєкт вокзалу в Новосибірську (1931–1933), конкурсний проект Курського вокзалу в Москві, генеральний план Чернівців (1954–1955, у співавторстві), архітектурну частину пам'ятника Володимиру Леніну в Чернівцях (скульптор Макар Вронський, граніт, 1951) та інше;
- Написав етюди та акварелі пам'яток кам'яної і дерев'яної архітектури Закарпатської, Івано-Франківської та Чернівецької областей, що ввійшли до його книги «Світ дивної старовини» (Ужгород, 1969).